# 31296 Matthewclement
31296 Matthewclement este o planetă minoră (asteroid), cu un diametru de 9,545 km, din centura de asteroizi. A fost descoperită pe 22 martie 1998 la Stația Anderson Mesa de Lowell Observatory Near-Earth-Object Search. 
Obiectul prezintă o orbită caracterizată de o semiaxă mare de 3,0134992 UAi, o excentricitate de 0,11, o înclinație de 10,01637 ° în raport cu ecliptica.